# 根岸一正
根岸 一正（ねぎし かずまさ、1947年1月1日 - ）は日本の俳優。本名同じ。別名義:根岸 一正（ねぎし いっせい）。
東京都大田区出身。出生地は福島県南会津郡。新倉事務所に所属していた。

## 来歴・人物
少年時代は日本児童劇団に所属し、子役として演技のキャリアをスタートさせる。子役時代の出演作品には実写版の『鉄腕アトム』などがある。
1963年、日活の『学園広場』で映画界にデビュー。以降も日活の青春映画で主に不良役として活躍し、1960年代後半からは東映を中心に各社の作品に進出した。東映では室田日出男・川谷拓三・志賀勝ら悪役で構成されたピラニア軍団に加入。ヤクザ映画などで精彩を放った。
1970年代からはテレビドラマにも頻繁に出演。時代劇をはじめ刑事ドラマ・2時間ドラマなどの常連悪役として、犯人役・チンピラ役で出演した。近年はオリジナルビデオ作品などに出演している。

## 出演

### 映画
- 学園広場 （1963年、日活）
- 非行少年 （1964年、日活） - 河上
- 北国の街 （1965年、日活） - 和田
- 未成年 続・キューポラのある街 （1965年、日活） - 梅野
- 青春とはなんだ （1965年、日活） - 橘公夫
- ごんたくれ （1966年、大映） - 井田ユキオ
- 非行少年 陽の出の叫び （1967年、日活） - 明
- 網走番外地 悪への挑戦 （1967年、東映） - 栄次
- 夕陽に向かう （1969年、松竹） - 中丸健
- あゝ陸軍隼戦闘隊 （1969年、大映） - 水野軍曹
- 高校さすらい派 （1970年、松竹） - 床山
- 日本暴力列島 京阪神殺しの軍団 （1975年、東映） - 照井明
- 実録外伝 大阪電撃作戦（1976年、東映） - 古川順次
- 脱走遊戯 （1976年、東映） - サーカス
- 大空のサムライ （1976年、東宝） - 木村二飛曹[2]
- 夜明けの旗 松本治一郎伝 （1976年、東映） - 斎藤
- ピラニア軍団 ダボシャツの天 （1977年、東映） - 豆吉
- むちむちネオン街 私たべごろ （1979年、にっかつ） - 花井敏夫
- 刺青 IREZUMI （1984年、にっかつ） - 安藤
- 最後の博徒 （1985年、東映）
- 上方苦界草紙 （1991年、松竹） - 安吉

### テレビドラマ
- 鉄腕アトム（1959年 - 1960年、MBS） - 四部垣
- 何処へ 第7話「甘い水・苦い水」（1966年、NTV / 松竹）
- 山のかなたに（1966年、NTV）
- 昔三九郎 第11話「危し三九郎」（1968年、NTV / 三船プロ）
- ザ・ガードマン 第189話「現金輸送車奇襲作戦」（1968年、TBS / 大映テレビ室）- 三郎
- 日本剣客伝 第9話「沖田総司」（1968年、NET / 東映）
- 特別機動捜査隊（NET / 東映）
  - 第377話「若者たち」（1969年）- 山本一郎
  - 第406話「現代フリー女地図」（1969年）- 浩志
  - 第435話「一郎とマリ」（1970年）- 清
  - 第445話「ある終局」（1970年）- 進
  - 第483話「俺は三船刑事だ」（1971年）- 健吉
  - 第496話「闇の中」（1971年）- 森安
  - 第508話「狂った夏」（1971年）- 英二
  - 第521話「ある沖縄の女」（1971年）- 明夫
  - 第537話「愛と憎しみのバラード」（1972年）- 隆史
  - 第598話「黄色い性の風化」（1973年） - 実
  - 第620話「ある恐怖の記録やさしい女」(1973年) - 覚
  - 第659話「俺が愛した女だ!!」 (1974年) - 砂田勝
- 五人の野武士 第24話「黄金」（1969年、NTV / 三船プロ）
- 無用ノ介 第1話「虎穴にはいった無用ノ介」（1969年、NTV / 国際放映）- 押崎十鼠
- 炎の青春 第8話「飛べ飛べ シャボン玉」（1969年、NTV / 東宝）
- 柔道一直線 第38話「大技恐山」（1970年、TBS / 東映） - 植松三郎
- 火曜日の女シリーズ / 逃亡者 -この街のどこかで-（1970年、大映テレビ室・日本テレビ）
- 銭形平次（CX / 東映）
  - 第283話「おかめとひょっとこ」（1971年） - 半次
  - 第323話「その名は呼べない」（1971年） - 辰次
  - 第460話「歌吉恨み節」（1975年） - 銀次
  - 第583話「お民の初恋」（1977年） - 勘八
  - 第704話「もう一つの過去」（1980年）- 松造
  - 第733話「もう逃げはしない」（1980年） - 勘太
  - 第746話「恨みの紅折鶴」（1980年）- 文七
  - 第770話「禁じられた恋人たち」（1981年）- 辰三
  - 第775話「大先輩八十歳」（1981年）- 久蔵
  - 第798話「御宿しもだや殺人事件」（1982年）- 三次　
  - 第840話「なさぬ仲」（1983年）- 丑松
- 柳生十兵衛 第24話「サムライ」（1971年、CX / 東映）
- 天下御免（1971年、NHK）
- ワンパク番外地（1971年、12ch）- 石岡ケンジ
- 大河ドラマ / 新・平家物語（1972年、NHK） - 鎌田正近
- 仮面ライダー 第42話「悪魔の使者 怪奇ハエ男」（1972年、MBS / 東映）- 加納修（ハエ男人間態）
- スペクトルマン
  - 第62話「最後の死斗だ猿人ゴリ!!」
  - 第63話「さようならスペクトルマン」（1972年、CX / ピー・プロ）- 木戸口一郎
- 青春をつっ走れ 第11話「男の涙はなぜ熱い!」（1972年、CX / 松竹）- 井上健
- 大江戸捜査網（12ch→TX / 日活 → 三船プロ）
  - 第63話「過去を捨てた謎の女」（1972年）
  - 第267話「偽装殺人の罠」（1976年）- 辰平
  - 第404話「金塊の陰で泣く女」（1979年）
  - 第414話「豪雨に消えた謎の美女」（1979年）
  - 第446話「故郷偲ぶ薄幸の女」（1980年）
  - 第516話「意地悪婆さん、危機一髪」（1981年）- 辰
  - 第539話「女郎花流転・禁断の白い罠」（1982年） - 工藤
- 太陽にほえろ!（NTV / 東宝）
  - 第23話「愛あるかぎり」（1972年）- 戸塚シロウ
  - 第75話「仕掛けられた銃声」（1973年）- 片桐鉄男
  - 第348話「ジュンとキング」（1979年）- 亀田武
  - 第550話「俺はプロだ!」（1983年）- 畑中紘[注釈 1]
  - 第594話「十年目の誘拐」（1984年）- 平田安男
  - 第670話「ドック潜入! 泥棒株式会社」（1985年）- 牧野京一
  - 太陽にほえろ!PART2 第4話「俺は殺された」（1986年）- チンピラ
- 土曜日の女シリーズ 天使が消えていく（1973年、NTV）
- 恐怖劇場アンバランス 第7話「夜が明けたら」（1973年、CX / 円谷プロ）- 虻川
- 旅人異三郎 第9話「二つの心が木曽路に誓った」（1973年、12ch / 三船プロ）
- 非情のライセンス 第1シリーズ 第19話「兇悪の夢」（1973年、NET / 東映）- 小川タケシ
- 必殺シリーズ（ABC / 松竹）
  - 助け人走る
    - 第4話「島抜大海原」（1973年）- 己之吉
    - 第18話「放蕩大始末」（1974年）- 浦部伸吾

  - 必殺からくり人 第10話「お上から賞金をどうぞ」（1976年）- 米吉
  - 江戸プロフェッショナル・必殺商売人 第21話「暴走を操る悪の大暴走」（1978年）- 弥助
  - 翔べ! 必殺うらごろし 第9話「家具が暴れる恐怖の一夜」（1979年）- 辰次
  - 必殺仕事人 第62話「恨み技悲愁稲妻刺し」（1980年）- 辰三
  - 新・必殺仕事人 第24話「主水泣いて減食する」（1981年）- 藩士西尾
  - 必殺仕事人III 第9話「年末賞与を横取りしたのはせんとりつ」（1982年）- 仁平
- 水滸伝 第20話「親子砲の最後」（1974年、NTV / 国際放映）- 轟思文
- 特捜記者 第2話「気取ったナウな奴」（1974年、KTV / 松竹）
- おしどり右京捕物車 第15話「虜」（1974年、ABC / 松竹）- 仁助
- 座頭市物語（CX / 勝プロ）
  - 第1話「のるかそるかの正念場」（1974年） - 留
  - 第21話「湖に咲いたこぼれ花」（1975年） - 宗八
- 斬り抜ける 第3話「お札くずれ」（1974年、ABC / 松竹）- 本間十蔵
- 破れ傘刀舟悪人狩り 第12話「狼の死ぬとき」（1974年、NET / 三船プロ） - 佐武
- 傷だらけの天使 第21話「欲ぼけおやじにネムの木を」（1975年、NTV / 東宝）- 松本家次男
- 剣と風と子守唄 第2話「ふたり父さま」（1975年、NTV / 三船プロ）- 松村数馬
- 影同心シリーズ（1975年、MBS / 東映） 
  - 影同心 第19話「色の地獄は殺し節」- 信吉
  - 影同心II 第6話「正体みたり枯尾花」- 権次
- Gメン'75（TBS / 東映）
  - 第11話「ピストル市場」（1975年）- 落合
  - 第28話「刑事誤殺」（1975年）- 島尾
  - 第33話「1月3日・関屋警部補・殉職」（1976年）- 安岡トキオ
  - 第40話「硫酸とビキニの女」（1976年）- 坪川英一郎
  - 第43話「刑法第11条・絞首刑」（1976年）- 覚醒剤の売人
  - 第64話「逃亡刑事」（1976年）- 椎名（釘師） [注釈 2]
  - 第79話「24749の死体」（1976年）- 労務者手配師
  - 第85話「'77元旦 デカ部屋ぶっ飛ぶ!」（1977年）- 従犯の男Ａ
  - 第97話「嫁・姑・孫の戦い」（1977年）- 吉野ソウイチ
  - 第107話「俺のスーパーカーの葬式」（1977年）- 河原崎
  - 第117話「日本降伏32年目の殺人」（1977年）- 片倉
  - 第135話「死んだ人からの移動電話」（1977年）- 大野木良作
  - 第172話「大空のギャング」（1978年）
  - 第173話「大空からの脱出」（1978年）- 運び屋
  - 第184話「警官嫌い」（1978年）- 強盗犯A
  - 第203話「また逢う日まで 速水刑事」（1979年）- マリファナ売人
  - 第213話「ニューカレドニアの逃亡者」（1979年）
  - 第214話「ニューカレドニア大追跡」（1979年）- グェン
  - 第253話「白バイに乗った暗殺者たち」（1980年）
  - 第254話「警視庁の女スパイ」（1980年）- 峰谷
  - 第300話「盗まれた女たち」、第301話「盗まれた女たち PART2」（1981年）- 野口（銀行強盗団メンバー）
- 新宿警察 第13話「新宿マリーの恨み節」（1975年、CX / 東映）- 桜田シンヤ
- 夜明けの刑事（TBS / 大映テレビ）
  - 第64話「たいやきブームに殺された女子高校生?」(1976年) - 売人
  - 第102話「あたし幸せになれますか?」(1977年)
- 夫婦旅日記 さらば浪人 第8話「青葉の宿」（1976年、CX / 勝プロ） - 西村伝蔵
- 隠し目付参上 第17話「南蛮からくり 大怪盗の大逆転か!!」（1976年、MBS / 三船プロ）- 佐太
- いろはの"い" 第2話「熱いスクープ」（1976年、NTV / 東宝）- 永山健次
- 遠山の金さん 杉良太郎版 第68話「いかさま稼業」 （1977年、NET/東映）
- 破れ奉行 第15話「深夜の水門大爆破」（1977年、ANB / 中村プロ）
- 桃太郎侍（NTV / 東映）
  - 第39話「嘘つき小僧が飛んで来た」（1977年）- 半次
  - 第100話「江戸に灯りの戻る夜」（1978年） - 仙太郎
  - 第144話「幇間涙あり!」（1979年）
  - 第156話「からくり悪党番付」（1979年）
  - 第174話「お化け長屋のタヌキ騒動」（1980年）
- 大都会 PARTII（NTV / 石原プロ）
  - 第34話「野獣を撃て」（1977年）- 大沼
  - 第43話「城西署爆破計画」（1978年）- 連行された容疑者
- 達磨大助事件帳 第13話「雪絵危機一髪」（1978年、ANB / 前進座 / 国際放映）- 紋次
- 新・座頭市（CX / 勝プロ）
  - 第2シリーズ 第2話「目なしだるまに春が来た」（1978年）- 弥七
  - 第3シリーズ 第7話「ゆびきりげんまん」（1979年）
- 特捜最前線（ANB / 東映）
  - 第51話「凶弾II・面影に手錠が光る！」（1978年）
  - 第62話「ラジコン爆弾を背負った刑事！」（1978年）
  - 第100話「レイプ・十七歳の記録！」（1979年）- 吉村円城
  - 第135話「われら殺人安保条約！」（1979年）
  - 第182話「海の底から来た目撃者！」（1980年）- 石島
  - 第206話「アイドル歌手恐喝事件！」（1981年）
  - 第287話「リミット1.5秒！」（1982年）
  - 第333話「一円玉の詩(うた)！」（1983年）- 若山三郎
  - 第447話「約束・消えた女囚！」（1986年）- 河原建二
- 新幹線公安官 第2シリーズ 第14話「爆発一秒前の告白」（1978年、ANB / 東映）- 山岸ツトム
- 若さま侍捕物帳 第12話「参上!! 女岡っ引」（1978年、ANB / 国際放映）
- 大追跡 第26話「サヨナラは銃弾で…」（1978年、NTV / 東宝）- 坂本（清新会組員）
- 西遊記（NTV）
  - パート1 第6話「悟空破門! 三妖怪の罠」（1978年）- 青袍怪
  - パート2 第13話「人喰い妖怪 若返りの泉」（1980年）
- 江戸の旋風シリーズ（CX / 東宝）
  - 同心部屋御用帳 江戸の旋風（第4シリーズ）
    - 第4話「かんざし同心」（1978年） - 圭吉
    - 第22話「どぶねずみに花束を」（1979年） - とんびの鉄

  - 同心部屋御用帳 新・江戸の旋風 第12話「恋風孫兵衛・春の嵐吹く」（1980年）- 万造
- 破れ新九郎 第23話「流転!夕陽の父子唄」（1979年、ANB / 中村プロ）- 紋次
- ザ・スーパーガール（12ch / 東映）
  - 第11話「女は一発で勝負する」（1979年）- 平田
  - 第50話「浮気の代償 お金といのち」（1980年）
- 江戸の激斗 第11話「魔の影」（1979年、CX / 東宝）- 伝次
- 土曜グランド劇場 / 熱中時代 刑事編 （1979年、NTV / ユニオン映画）- 山形
  - 第25話「熱中刑事ワナにかかる」
  - 第26話「ハッピーだぜ！熱中刑事」
- 鉄道公安官 第23話「特急貨物便・強奪」（1979年、ANB / 東映）- 馬場ヒロシ
- 吉宗評判記 暴れん坊将軍 第95話「炎の海に虹を見た」（1980年、ANB / 東映）- 亀
- そば屋梅吉捕物帳 第17話「涙で濡らす雪牡丹」（1980年、12ch / 国際放映）- 生沼
- 騎馬奉行 第17話「大泥棒 赤猫の伊平」（1980年、KTV / 東映）
- 西部警察シリーズ（ANB / 石原プロ）
  - 西部警察
    - 第19話「蘇る一弾」（1980年）- 江尻孝男
    - 第34話「長野行特急列車」（1980年） - 新見武
    - 第91話「鮮血のペンダント」（1981年）- 佐久間明

  - 西部警察 PART-III 第40話「激突!! 壇ノ浦攻防戦 -岡山・高松篇-」（1984年）- 関根五郎
- 大捜査線（1980年、CX / ユニオン映画）
  - 第9話「野良犬ブルース」
  - 第27話「我が子よ」
- 噂の刑事トミーとマツ（TBS / 大映テレビ）
  - 第1シリーズ 第37話「久美子! 恋の三角レースだよン」（1980年）- 倉持の手下
  - 第2シリーズ（1982年）
    - 第4話「トミー失神! マツの死を呼ぶ警察手帳」- 荒神会のナマズ
    - 第17話「アリャ?! カラテ美女の意外な弱点」
- 旅がらす事件帖 第5話「お助け米のお通りだぁ」（1980年、KTV / 国際放映）- 痣八
- 柳生あばれ旅 第8話「ふたり十兵衛恋娘 -岡部-」（1980年、ANB / 東映）- 五郎次
- 新五捕物帳 第149話「哀しき異母兄弟」（1981年、NTV / ユニオン映画）- 貫八
- 鬼平犯科帳 第2シリーズ 第25話「密偵たちの宴」（1981年、ANB / 中村プロ）- 草間の貫蔵
- 秘密のデカちゃん 第21話「ナヌ! 夫婦でダブル見合いだと?!」（1981年、TBS / 大映テレビ）- 宝石強盗
- 斬り捨て御免! 第3シリーズ 第12話「黄金に群がる闇の相場師」（1982年、TX / 歌舞伎座テレビ）- 猪之吉
- ザ・ハングマンII 第13話「裏切り警官あぶり出し作戦」（1982年、ABC / 松竹芸能）- 赤塚
- 源九郎旅日記 葵の暴れん坊 第31話「すっぽん夫婦ながれ唄」（1982年、ANB / 東映）- 手代
- 時代劇スペシャル / 鼠小僧次郎吉 必殺の白刃 （1983年、CX / 三船プロ）
- 右門捕物帖（1983年、NTV） 
  - 第9話「狙われた女金貸」
  - 第28話「恋の罠」
- 松平右近事件帳 第42話「女賊稲妻お松」（1983年、NTV / ユニオン映画）- 仙太
- 月曜ワイド劇場 / おさな妻 （1983年、ANB）
- 新大型時代劇 / 宮本武蔵 （1984年、NHK）- 平助
- 暴れ九庵 第11話「愛して殺して!」（1984年、KTV / 東宝）- 嘉助
- 大岡越前（TBS / C.A.L）
  - 第8部 第11話「十手に隠れた悪企み」（1984年10月1日）- 千太
  - 第14部 第6話「友を救った宿場の決闘」（1996年7月22日）- 丑松
- 特命刑事ザ・コップ 第3話「私刑の街に罠を張れ!」（1985年、ABC / テレキャスト）
- 暴れん坊将軍II 第130話「鬼を背負った押しかけ亭主!」（1985年、ANB / 東映）- 九頭竜
- 女ふたり捜査官 第6話「女3人悪物語 私を襲って!」（1986年、ABC / テレパック）
- 誇りの報酬 第23話「潜行して敵を撃て!」（1986年、NTV / 東宝）- 村木組幹部
- あぶない刑事 第14話「死闘」（1987年、NTV / セントラル・アーツ）- 吉浦茂
- 銭形平次 第31話「死神のあまい香り」（1987年、NTV / ユニオン映画）
- NEWジャングル 第31話「あぶない嘘」（1988年、NTV / 東宝）- 関根祥一
- 名奉行 遠山の金さん（ANB / 東映）
  - 第1シリーズ 第6話「お奉行が消えた」（1988年）- 弥太
  - 第3シリーズ 第22話「お婆ちゃんの復讐」（1991年）- 藤八
  - 第4シリーズ 第17話「大金を猫ばばした母と娘」（1992年）- 牛吉
  - 第7シリーズ 第11話「二昼夜の自由 切腹かけた初恋」（1995年）- 八兵衛
- 鬼平犯科帳（CX / 松竹）
  - 第1シリーズ 第17話「女掏摸お富」（1989年）- 狐火の虎七
  - 第4シリーズ 第8話「鬼坊主の女」（1993年）- 入墨 吉五郎
- ハロー!グッバイ 第17話「となりのオンナ刑事」（1989年、NTV / 東宝）
- 子連れ狼 冥府魔道の刺客人・母恋し大五郎絶唱! （1989年、ANB / 東映）
- 八百八町夢日記 第1シリーズ 第34話「参上! 女目付」（1990年、NTV / ユニオン映画）
- 特警ウインスペクター 第34話「逆転ばあちゃん」（1990年、ANB / 東映）- 湯川
- 女無宿人 半身のお紺 第5話「束の間の夢にて候」（1991年、TX / C.A.L）- 源次
- 水戸黄門 (TBS / C.A.L)
  - 第20部 第45話「娘馬子仇討ち悲願 -福島-」（1991年9月16日）- 頑太
  - 第24部
    - 第12話「お化けになって悪退治 -別府-」（1995年12月4日）- 千太
    - 第26話「女地獄の大掃除 -韮崎-」（1996年3月18日）- 久六
- 刑事貴族2 第38話「愛ゆえに」（1992年、NTV / 東宝）- 菅井雄吉
- 銭形平次 第2シリーズ 第9話「がい骨の予言」（1992年、CX）- 源太
- はぐれ刑事純情派 第9シリーズ 第10話「オヤジ狩り!? 使い捨てカメラの女」（1996年、ANB / 東映）
- 御家人斬九郎 第3シリーズ 第7話「犬も歩けば」（1997年、CX / 映像京都）- 源蔵

### オリジナルビデオ
- 新・日本の首領 （2004年 - 2006年、GPミュージアム） - 当麻基一（当麻組組長）